# 서울교통공사 4000호대 VVVF 전동차
서울교통공사 4000호대 VVVF 전동차는 1993년 4월부터 1994년 12월까지 서울 지하철 4호선에 도입된 서울교통공사의 통근형 전동차 차량이다. 현재 직류 전용 26개 편성, 직교류 겸용 26개 편성 등 65개 편성이 재적돼 있고, 실제로는 46개 편성이 운행 중이다.

## 개요
본래 이 차량은 1994년 4월 1일 과천선, 안산선과의 직결 운행과 함께 도입된 차량이다. 이와 함께 기존에 운행한 쵸퍼제어 전동차는 서울 지하철 2호선, 수도권 전철 3호선으로 이적됐다.

## 기술적 사양

### 차체
진접선, 서울 지하철 4호선, 과천선, 안산선 차량 한계에 맞춰 재설계된 디자인을 사용하고 있다. 서울교통공사 최초의 경량 스테인리스 전동차로써, 차체는 STS301L 경량 고장력 스테인레스를 사용해 경량화를 유도하였다. 객실 천장부에는 승객 안내용 LED 전광판을 설치하였다. 출입문의 구동부에 경량 리니어식 구동법을 채택하여 저소음과 소형화를 달성하였다.

### 제어 장치
1개의 제어 장치로 4개의 주전동기를 제어(1C4M)한다. 현대정공 차량의 제어 장치는 열차 측면에 방열구가 직사각형 형태로 배치돼 있으며, 대우중공업 차량의 제어 장치는 측면에 방열구가 원형으로 2개 배치돼 있다. 전동차는 인접한 T칸과 하나의 유닛을 구성하고 있어 팬터그래프는 모든 전동차(M칸)에 설치되었으며, 이는 팬터그래프와 전차선 간 이선 현상을 줄일 수 있고 연장 급전 시 유리한 이점이 있다.
볼스터리스 대차를 최초로 채용했는데 1차 지지부에 원추고무스프링, 2차 지지부에 에어스프링을 사용하는 전형적인 볼스터리스 대차를 사용하고 있다. 제동장치엔 회생제동을 병용하는 KNORR 전기지령식 제동을 채용하고 있으며, 주차제동장치가 기존 수용식에서 자동스프링식으로 변경되었다.

### 승무원 안내 시스템
TGIS는 Train General Information System의 약자로서 열차의 기본적 정보를 승무원에게 전달하던 시스템이다. 기본적으로 제어차에 장비된 중앙 장치와 각 차량에 장비된 단말 장치로 구성되어 있으며, 각 단말기를 루프식으로 구성하고 있다. 각 단말기 간의 통신은 RS-485 방식을 사용하고 있다. 각 단말 장치는 각 차량의 전기 기기, 서비스 기기의 상태를 실시간으로 전달하여 중앙 장치에서 통합한 후, 모니터를 통하여 승무원에게 전달된다.
TGIS의 주요 기능은 다음과 같다.
- 승무원 지원 기능: 각종 기기 상태, 운행 상태, 정차역 통보 기능.
- 주 제어기기와 각종 고압 전기기의 상태 현시와 고장 기록.
- 서비스 기기(안내 방송, 공조 장치, 행선 및 열차 번호 표시기 등) 제어 기능.
- 검수 지원 기능: 운행 기록, 고장 기록, 입고 및 출고 점검, 응급 고장 처치 안내 기능.

### 객실 안내 시스템
1기 지하철 중에서 가장 최초로 LED 전광판의 형식으로 차내 행선안내 게시기를 설비하여 음성 안내방송 이외에도 시각적인 표현 방법을 통하여 역 안내 및 공지사항 등을 표시하던 형식으로 안내하도록 했다. 이 장치는 운전 제어차량의 설정기를 통하여 열차운행 정보(열차번호, 운행시간과 요일 등의 데이터)를 입력하면 자동으로 통신을 통하여 목적지 표현을 수행하게 된다.

### 전원 공급 계통
401~426편성은 직류 전용(DC 1,500V)으로 별도의 전원 공급방식 변경 기능이 없어 진접 ~ 남태령 구간만 운행하고, 450~471, 481~485편성은 한국철도공사 341000호대 전동차와 동일한 직교류 겸용으로 진접선, 서울 지하철 4호선, 과천선, 안산선의 전원 방식이 각기 다르므로 전원 공급방식 변경 기능을 설비하였다. 우선 서울교통공사 구간과 코레일 구간의 경계점에 절연 구간을 두고, 이 시점에서 제어 장치를 작용시켜 팬터그래프 부근에 설치되어 있는 교-직 절환 고압 스위치가 전환 작동됨으로써, 급전 방식이 변경되도록 구성되어 있다. 고압의 교류 25,000V의 전원을 취급하던 라인은 고 절연 애자로 상당한 길이로 이격시켜 설계하였다. 진접 ~ 오이도 전 구간으로 직결 운행한다.

### 편성

##### 1~2차분
401~426, 451~471편성은 PAN와 C/I가 탑재된 M'차, 그리고 SIV, CM, BAT, 등을 갖춘 Tc차와 T1, 그리고 아무런 전장이 설치되지 않는 T차로 구성되었다.
|         | ◇◇              | ◇◇              |                 | ◇◇              |                 |                 | ◇◇              | ◇◇              |       |
| 40XX    | 41XX            | 42XX            | 43XX            | 44XX            | 45XX            | 46XX            | 47XX            | 48XX            | 49XX  |
| Tc      | M'              | M'              | T               | M'              | T1              | T               | M'              | M'              | Tc    |
| ←오이도 | ※XX는 편성 번호 | ※XX는 편성 번호 | ※XX는 편성 번호 | ※XX는 편성 번호 | ※XX는 편성 번호 | ※XX는 편성 번호 | ※XX는 편성 번호 | ※XX는 편성 번호 | 진접→ |

| 객차번호 | 설치된 전장품    |
| -------- | ---------------- |
| 40XX     | Tc(SIV, CM, BAT) |
| 41XX     | M'(PAN, C/I)     |
| 42XX     | M'(PAN, C/I)     |
| 43XX     | T                |
| 44XX     | M'(PAN, C/I)     |
| 45XX     | T1(SIV, CM, BAT) |
| 46XX     | T                |
| 47XX     | M'(PAN, C/I)     |
| 48XX     | M'(PAN, C/I)     |
| 49XX     | Tc(SIV, CM, BAT) |

##### 3~5차분
401~426, 450~470, 481~485편성은 팬터그래프와 주변압기, 제어기기, 전동기가 탑재된 M'차, 제어기기와 전동기만이 탑재된 M차, 그리고 보조전원장치와 공기압축기, 축전지, 제어실 등을 갖춘 Tc차와 제어실이 없는 T1, 그리고 아무런 기기도 탑재되지 않는 T차로 구성됐다.
|         |                 | ◇◇              |                 | ◇◇              |                 |                 |                 | ◇◇              |       |  |
| 40XX    | 41XX            | 42XX            | 43XX            | 44XX            | 45XX            | 46XX            | 47XX            | 48XX            | 49XX  |  |
| Tc      | M               | M'              | T               | M'              | T1              | T               | M               | M'              | Tc    |  |
| ←오이도 | ※XX는 편성 번호 | ※XX는 편성 번호 | ※XX는 편성 번호 | ※XX는 편성 번호 | ※XX는 편성 번호 | ※XX는 편성 번호 | ※XX는 편성 번호 | ※XX는 편성 번호 | 진접→ |  |

| 객차번호 | 설치된 전장품                        |
| -------- | ------------------------------------ |
| 40XX     | Tc(SIV, 공기압축기, 축전지)          |
| 41XX     | M(주변환장치)                        |
| 42XX     | M'(팬터그래프, 주변압기, 주변환장치) |
| 43XX     | T(무동력객차)                        |
| 44XX     | M'(팬터그래프, 주변압기, 주변환장치) |
| 45XX     | T1(SIV, 공기압축기, 축전지)          |
| 46XX     | T(무동력객차)                        |
| 47XX     | M(주변환장치)                        |
| 48XX     | M'(팬터그래프, 주변압기, 주변환장치) |
| 49XX     | Tc(SIV, 공기압축기, 축전지)          |

## 분류
- 401~409: 직류, ATC 전용, 현대정공 제작
- 410~426: 직류, ATC 전용, 대우중공업 제작
- 451~463: 직교류, ATS, ATC 겸용, 현대정공 제작 (456~463편성의 일부 차량은 대우중공업 제작)
- 464~471: 직교류, ATS, ATC 겸용, 대우중공업 제작 (464~468편성의 TC 차량은 현대정공 제작)
- 401~426: 직류, ATC 전용, 우진산전 제작
- 450~470: 직교류, ATS, ATC 겸용, 다원시스 제작
- 481~485: 직교류, ATS, ATC 겸용, 현대로템 제작

## 배속
창동차량사업소 소속으로, 중정비는 수도권 전철 3호선의 지축차량사업소에서 실시하고 있다.
- 구 411, 구 422, 구 426편성: 창동차량사업소, 10량
- 구 452, 구 455, 구 458편성: 창동차량사업소, 10량
- 401~426, 450~470, 481~485편성: 창동차량사업소, 10량

### 현재 운행구간
- ● 수도권 전철 4호선
  - 진접선: 진접 - 불암산
  - 서울 지하철 4호선: 불암산 - 남태령
  - 과천선: 남태령 - 금정
  - 안산선: 금정 - 한대앞
  - 안산선/수인선: 한대앞 - 오이도

## 도입 역사

### 1차분
- 해당 편성: 401~409, 451~463편성 (총 22개 편성)
- 제작사: 현대정공

1993년 10월 서울 지하철 3호선 양재 ~ 수서 구간 개통 및 과천선, 안산선과의 직결 운행과 함께 도입된 차량이다.
직교류 겸용 10량 1개 편성(451편성)과 6량 8개 편성(456~463편성)은 서울 지하철 3호선, 나머지 직교류 겸용 10량 4개 편성(452~455편성)과 6량 5개 편성(464~468편성) 및 직류 전용 10량 9개 편성(401~409편성)은 서울 지하철 4호선으로 투입된 차량이다. 이후 1994년 4월 1일 과천선, 안산선과의 직결 운행과 함께 서울 지하철 3호선에 투입된 직교류 겸용 10량 1개 편성(451편성)과 6량 8개 편성(456~463편성)도 수도권 전철 4호선으로 이적되어 운행하고 있다.

### 2차분
- 해당 편성: 410~426, 464~471편성 (총 25개 편성)
- 제작사: 대우중공업

1994년 4월 1일 과천선, 안산선과의 직결 운행 실시와 함께 초퍼제어 전동차가 서울 지하철 3호선으로 이적되면서 빈자리에 도입된 차량이다. 도입 당시 직류 전용 10량 17개 편성(410~426편성) 및 직교류 겸용 10량 3개 편성(469~471편성)과 456~463편성 10량화에 따른 부수차 증결분 52량이 대우중공업 의왕공장에서 제작되었다. 부수차 52량은 456~463편성 10량화의 일환으로 12량이 456~463편성으로, 40량은 464~468편성으로 편입되었다. 소자를 GEC-알스톰 GTO라고도 불린다.

### 3차분
- 해당 편성: 481~485편성 (총 5개 편성)
- 제작사: 현대로템
- 제어방식: VVVF-IGBT(현대로템 IPM)

진접선 개통과 함께 도입된 차량이다. 현대로템 창원공장에서 제작되었다. 사양은 서울교통공사 2000호대 VVVF 전동차 4차분 차량(214, 232~238, 256, 273~284, 293편성)과 흡사하다. 하지만 전장품은 서울교통공사 2000호대 VVVF 전동차 4차분 차량(214, 232~238, 256, 273~284, 293편성)과 다르며, 추진제어장치는 한국철도공사 311000호대 전동차 중 31204~31215편성, 한국철도공사 319000호대 전동차 중 31908~31910편성, 한국철도공사 331000호대 전동차 중 33128편성, 한국철도공사 341000호대 전동차 중 34131~34160편성, 한국철도공사 351000호대 전동차 중 35144~35160, 35179~35183편성, 한국철도공사 361000호대 전동차 중 36116~36117편성 등과 동일한 구동음이다. 또한 2020년식임에도 불구하고 서울교통공사 2000호대 VVVF 전동차 2차분 차량(215~231, 258~272편성), 서울교통공사 3000호대 VVVF 전동차 1차분 차량(301~315, 321~333, 336~340, 349편성), 서울교통공사 5000호대 전동차 3차분 차량(577~580편성)과 마찬가지로 모든 통로칸에 자동문이 설치됐다.

### 4차분
- 해당 편성: 450~470편성 (총 21개 편성)
- 제작사: 다원시스
- 제어방식: VVVF-IGBT(다원시스 히타치)

초창기에 도입된 1~2차분의 노후 차량 교체용으로 제작된 차량이다. 다원시스 김천공장에서 제작되었다. 추진제어장치는 서울교통공사 2000호대 VVVF 전동차 중 3, 5차분 차량(206~213, 239~242, 245~248, 285~292편성), 서울교통공사 3000호대 VVVF 전동차 중 2차분 차량(316~320, 334~335, 341~348편성), ITX-마음 차량(01~84호기)과 동일한 일본 히타치 제작소의 IGBT 소자를 기반으로 자체 개발한 하이브리드 인버터 제어 장치가 장착되었다.

### 5차분
- 해당 편성: 401~426편성 (총 26개 편성)
- 제작사: 우진산전
- 제어방식: VVVF-IGBT(도시바 PMSM)

초창기에 도입된 1~2차분의 노후 차량 교체용으로 제작된 차량이다. 우진산전 증평공장에서 제작되었다. 추진제어장치는 서울교통공사 5000호대 전동차 중 4차분 차량(501~525편성), 서울교통공사 7000호대 전동차 중 5차분 차량(701~717편성), 서울교통공사 8000호대 전동차 중 3차분 차량(821~829편성), 부산교통공사 1000호대 전동차 2세대 중 4~5차분 차량(112~145편성), 부산교통공사 2000호대 전동차 3차분 차량(W201~W228편성)과 동일한 일본 도시바제의 PMSM(영구자석 동기전동기) IGBT 소자를 기반으로 한 제어 장치가 장착되었다.

### 6차분
- 해당 편성: 471~473편성 (총 3개 편성)
- 제작사: 우진산전
- 제어방식: VVVF-IGBT

혼잡도 완화 차원에서 2027년에 총 3개 편성이 반입된다. 우진산전 도안공장에서 제작된다.

## 현황
현재 운행 중인 차량은 굵은 글씨로 표시한다.
401~426편성은 진접(경복대학)~남태령 구간만 운행한 직류 전용 차량이고, 450~471, 481~485편성은 진접(경복대학)~오이도 전 구간을 직결 운행한 직교류 겸용 차량이다.

### 1~2차분
폐차 차량 제외 행선안내기가 롤지에서 LED로 교체됐다.
| 차호        | 도입 시기 | 운행 개폐 시기     | 비고                                                                                              |
| ----------- | --------- | ------------------ | ------------------------------------------------------------------------------------------------- |
| 구 401 편성 | 1993년    | 2024년             |                                                                                                   |
| 구 402 편성 | 1993년    | 2025년             |                                                                                                   |
| 구 404 편성 | 1993년    | 2025년             |                                                                                                   |
| 구 405 편성 | 1993년    | 2025년             |                                                                                                   |
| 구 406 편성 | 1993년    | 2025년             |                                                                                                   |
| 구 407 편성 | 1993년    | 2025년             |                                                                                                   |
| 구 408 편성 | 1993년    | 2025년             |                                                                                                   |
| 구 409 편성 | 1993년    | 2025년             |                                                                                                   |
| 구 410 편성 | 1994년    | 2025년             |                                                                                                   |
| 구 411 편성 | 1994년    | 2025년 예정        |                                                                                                   |
| 구 412 편성 | 1994년    | 2025년             |                                                                                                   |
| 구 413 편성 | 1994년    | 2025년             |                                                                                                   |
| 구 414 편성 | 1994년    | 2024년             |                                                                                                   |
| 구 415 편성 | 1994년    | 2025년             |                                                                                                   |
| 구 416 편성 | 1994년    | 2019년             |                                                                                                   |
| 구 417 편성 | 1994년    | 2024년             |                                                                                                   |
| 구 418 편성 | 1994년    | 2025년             |                                                                                                   |
| 구 419 편성 | 1994년    | 2024년             |                                                                                                   |
| 구 420 편성 | 1994년    | 2025년             |                                                                                                   |
| 구 421 편성 | 1994년    | 2025년             |                                                                                                   |
| 구 422 편성 | 1994년    | 2025년 예정        |                                                                                                   |
| 구 423 편성 | 1994년    | 2025년             |                                                                                                   |
| 구 424 편성 | 1994년    | 2025년             |                                                                                                   |
| 구 425 편성 | 1994년    | 2022년             |                                                                                                   |
| 구 426 편성 | 1994년    | 2025년 예정        | 4326호는 혼잡도 개선을 위한 시범 사업으로 의자가 제거되었다.                                      |
| 구 451 편성 | 1993년    | 2023년             | 추진제어장치가 미쓰비시 전기 GTO에서 인피니언 기반 다원시스 IGBT로 교체되었다.                    |
| 구 452 편성 | 1993년    | 2025년 예정        | 자전거 전용칸이 설치되었다.                                                                       |
| 구 453 편성 | 1993년    | 2025년             | 자전거 전용칸이 설치되었다.                                                                       |
| 구 454 편성 | 1993년    | 2023년             | 자전거 전용칸이 설치되었다.                                                                       |
| 구 455 편성 | 1993년    | 2025년~2026년 예정 | 자전거 전용칸이 설치되었다.                                                                       |
| 구 456 편성 | 1993년    | 2025년             | 대우중공업 T1칸이 편성되었다.                                                                     |
| 구 457 편성 | 1993년    | 2025년             | 대우중공업 T1칸이 편성되었다.                                                                     |
| 구 458 편성 | 1993년    | 2025년~2026년 예정 | 대우중공업 T1칸이 편성되었다.                                                                     |
| 구 459 편성 | 1993년    | 2024년             | 대우중공업 T1칸이 편성되었다.                                                                     |
| 구 460 편성 | 1993년    | 2024년             | 대우중공업 T1칸이 편성되었다.                                                                     |
| 구 461 편성 | 1993년    | 2020년             | 대우중공업 T1칸과 46xx T칸이 편성되었다.                                                          |
| 구 462 편성 | 1993년    | 2024년             | 대우중공업 T1칸과 46xx T칸이 편성되었다.                                                          |
| 구 463 편성 | 1993년    | 2022년             | 대우중공업 T2칸과 46xx T1칸과 47xx M'칸이 편성되었다.                                             |
| 구 464 편성 | 1994년    | 2023년             | 현대정공 Tc칸이 편성되었다.                                                                       |
| 구 465 편성 | 1994년    | 2017년             | 현대정공 Tc칸이 편성되었다.                                                                       |
| 구 466 편성 | 1994년    | 2023년             | 현대정공 Tc칸이 편성되었다. 추진제어장치가 알스톰 GTO에서 도시바 기반 우진산전 IGBT로 교체되었다. |
| 구 467 편성 | 1994년    | 2021년             | 현대정공 Tc칸이 편성되었다.                                                                       |
| 구 468 편성 | 1994년    | 2024년             | 현대정공 Tc칸이 편성되었다.                                                                       |
| 구 469 편성 | 1994년    | 2020년             |                                                                                                   |
| 구 470 편성 | 1994년    | 2024년             | 추진제어장치가 알스톰 GTO에서 도시바 기반 우진산전 IGBT로 교체되었다.                             |
| 구 471 편성 | 1994년    | 2023년             | 추진제어장치가 알스톰 GTO에서 도시바 기반 우진산전 IGBT로 교체되었다.                             |

### 3~6차분
| 차호     | 도입 시기   | 운행 개폐 시기 | 비고                             |
| -------- | ----------- | -------------- | -------------------------------- |
| 401 편성 | 2024년      | 운행 중        |                                  |
| 402 편성 | 2024년      | 운행 중        |                                  |
| 403 편성 | 2024년      | 운행 중        |                                  |
| 404 편성 | 2024년      | 운행 중        |                                  |
| 405 편성 | 2024년      | 운행 중        |                                  |
| 406 편성 | 2024년      | 운행 중        |                                  |
| 407 편성 | 2024년      | 운행 중        |                                  |
| 408 편성 | 2024년      | 운행 중        |                                  |
| 409 편성 | 2024년      | 운행 중        |                                  |
| 410 편성 | 2024년      | 운행 중        |                                  |
| 411 편성 | 2024년      | 운행 중        |                                  |
| 412 편성 | 2024년      | 운행 중        |                                  |
| 413 편성 | 2025년      | 운행 중        |                                  |
| 414 편성 | 2025년      | 운행 중        |                                  |
| 415 편성 | 2025년      | 운행 중        |                                  |
| 416 편성 | 2025년      | 운행 중        |                                  |
| 417 편성 | 2025년      | 운행 중        |                                  |
| 418 편성 | 2025년      | 운행 예정      |                                  |
| 419 편성 | 2025년      | 시운전 중      |                                  |
| 420 편성 | 2025년      | 시운전 중      |                                  |
| 421 편성 | 2025년      | 시운전 중      |                                  |
| 422 편성 | 2025년      | 시운전 중      |                                  |
| 423 편성 | 2025년 예정 | 도입 예정      |                                  |
| 424 편성 | 2025년 예정 | 제작 중        |                                  |
| 425 편성 | 2025년 예정 | 제작 중        |                                  |
| 426 편성 | 2025년 예정 | 제작 예정      |                                  |
| 450 편성 | 2022년      | 운행 중        | 자전거 전용칸이 설치되었다.      |
| 451 편성 | 2022년      | 운행 중        | 자전거 전용칸이 설치되었다.      |
| 452 편성 | 2023년      | 운행 중        | 자전거 전용칸이 설치되었다.      |
| 453 편성 | 2023년      | 운행 중        | 자전거 전용칸이 설치되었다.      |
| 454 편성 | 2023년      | 운행 중        | 자전거 전용칸이 설치되었다.      |
| 455 편성 | 2023년      | 운행 중        | 자전거 전용칸이 설치되었다.      |
| 456 편성 | 2023년      | 운행 중        | 자전거 전용칸이 설치되었다.      |
| 457 편성 | 2023년      | 운행 중        | 자전거 전용칸이 설치되었다.      |
| 458 편성 | 2023년      | 운행 중        | 자전거 전용칸이 설치되었다.      |
| 459 편성 | 2023년      | 운행 중        | 자전거 전용칸이 설치되었다.      |
| 460 편성 | 2023년      | 운행 중        | 자전거 전용칸이 설치되었다.      |
| 461 편성 | 2024년      | 운행 중        | 자전거 전용칸이 설치되었다.      |
| 462 편성 | 2024년      | 운행 중        | 자전거 전용칸이 설치되었다.      |
| 463 편성 | 2024년      | 운행 중        | 자전거 전용칸이 설치되었다.      |
| 464 편성 | 2024년      | 운행 중        | 자전거 전용칸이 설치되었다.      |
| 465 편성 | 2024년      | 운행 중        | 자전거 전용칸이 설치되었다.      |
| 466 편성 | 2024년      | 운행 중        | 자전거 전용칸이 설치되었다.      |
| 467 편성 | 2025년      | 운행 중        | 자전거 전용칸이 설치되었다.      |
| 468 편성 | 2025년      | 운행 중        | 자전거 전용칸이 설치되었다.      |
| 469 편성 | 2025년      | 운행 예정      | 자전거 전용칸이 설치되었다.      |
| 470 편성 | 2025년      | 도입 예정      | 자전거 전용칸이 설치되었다.      |
| 471 편성 | 2027년 예정 | 제작 예정      |                                  |
| 472 편성 | 2027년 예정 | 제작 예정      |                                  |
| 473 편성 | 2027년 예정 | 제작 예정      |                                  |
| 481 편성 | 2020년      | 운행 중        | 진접선 연장 차량으로 도입되었다. |
| 482 편성 | 2020년      | 운행 중        | 진접선 연장 차량으로 도입되었다. |
| 483 편성 | 2020년      | 운행 중        | 진접선 연장 차량으로 도입되었다. |
| 484 편성 | 2020년      | 운행 중        | 진접선 연장 차량으로 도입되었다. |
| 485 편성 | 2020년      | 운행 중        | 진접선 연장 차량으로 도입되었다. |

## 개조 역사

### 10량 편성화
1995년 5월 과천선, 안산선 10량화와 함께 1993년 9월부터 기존 6량으로 운행하던 456~468편성의 재편성이 필요해 10량으로 조합하던 과정에서 추가 제작돼 반입된 차량들이 혼합으로 섞였다. 이 과정에서 456~463편성은 464~468편성 부수차 20량과 1994년 대우중공업 제작 동력차(M) 1량, 무동력차(T) 11량을 조합해 10량으로 증결하였다. 반면, 464~468편성은 1994년 대우중공업 제작 부수차 40량을 조합해 10량으로 증결하였다.

### 일부객차의대차교체
대우중공업에서 제작된 일부 동력 객차의 대차에서 구조적인 결함이 발견되어, 2001년 한국철도차량(현.현대로템)에서 같은 모델의 대차로 교체되어 운행하고 있다.

### 내장 불연재화
2003년 2월 18일, 대구 지하철 화재 참사를 계기로 강화된 철도 차량의 내연 기준에 맞추어 흥일기업이 2차 도입분 일부를 2004년에, 로윈에서 나머지 편성 전체를 2005년에 내장재를 리뉴얼하였다. 바닥재의 색상을 노선색에 맞추었고, 내장재의 색상은 흰색 계열을 사용한단 것이 특징이며, 시트는 무광택 스테인리스 시트를 채용하였다. 불연화 이외에도 화재 사고에 대비, 화재 경보기와 객실 비상용 연락 장치 등이 보강되었다.

### 음성 방송장치 개량 사업
서울교통공사에선 음질 개선 차원에서, 2007년 8월부터 방송장치 개량 사업을 추진하여 2008년 2월 2일~2월 3일간 양일에 걸쳐 4호선 전동차의 음성 방송장치를 개량하였다. 기존 방송장치는 ROM 방식으로서 방송 음원을 IC 메모리 칩에 저장하던, 이른바 아날로그 방식이므로, 장기 사용에 따른 노후화와 마찬가지로 음질이 현저히 떨어지던 문제가 존재했지만, 디지털 MP3 저장 방식의 신형 방송장치로 교체되면서 고음질의 음성 안내방송을 제공하기 가능해졌다.

### 객실 내 전광판 교체 및 개량
현대정공 제작 차량(401~409, 451~463편성)은 도입 당시 세전시스텍에서 제작된 행선 안내 전광판이 존재했지만, 보수 업체의 부도 등으로 부품 수급이 매우 어려운 등 고장 및 오류 빈도가 잦았던 관계로, 2008년 7월까지 모두 지축차량사업소에서 교체 완료해 운행 중이다. 또한 일부 차량은 폰트나 표출 방식이 한국철도공사 3000호대 전동차 기반의 표출 방식이었으나, 2016년까지 대부분의 차량들의 전광판 폰트가 변경되었으며, 2018년 4분기 401편성을 마지막으로 현대산 차량의 전광판 표출 방식이 완전히 통일되기도 했다. 이와는 별도로 우진산전에서 제작하여 대우중공업 제작 차량(410~426, 464~471편성)에 장착, 운행 중인 객실 내 행선안내 게시기 역시 표출 방식, 글 색깔 등 부분적인 표현 소프트웨어 수정 등 약간의 변화를 줬다. 현재 대우중공업 제작 차량도 폐차된 편성을 제외한 모든 편성 LED 표출 방식이 개정되었으며, 현대정공 제작 차량도 대우중공업 제작 차량과 똑같은 LED 표출 방식으로 변경되었다. 현재 전 차량이 LED 표출 방식으로 변경되었다.

### 전원 공급방식 변경의 자동화
기존에는 기관사의 수동 조작에 의하여 과천선 남태령 ~ 선바위 구간 사이의 절연 구간에서 급전 방식을 변경하였으나, 2008년 급전 방식의 변경을 자동 제어 장치에 의해 이루어지도록 한 개조 작업을 시행하였으며, 이에 따라 운전실에서의 절연 구간 안내 음성이 제거되었다.

### 객실 내 스피커 교체
2010년, 407~409편성을 시작으로 모든 차량의 스피커가 교체되어 신형 VVVF 전동차와 동일한 수준의 음질을 제공하게 되었다.

### 행선지, 열번 표시기LED개조
현재 411, 422, 426, 452, 455, 458편성의 행선지(DI)가 롤지에서 LED 행선기로 개조되었다. 또한 열번표시기도 LED 형태의 열차번호 표시기로 개조되었다.
451~452, 454, 456~457, 461, 464편성은 LED 행선기 개조가 시행되었으나, 잔고장 및 탈거된 롤지의 도난 문제 등으로 인하여 롤지로 잠시 환원되기도 하였다. 2021년 이후 전 차량에 LED 행선기 교체 작업이 완료되면서 가장 먼저 교체된 직류 전용 전동차들과 464편성과 466편성의 초기 LED 행선기 역시 2020년 후반과 2021년에 걸쳐 교체작업이 진행된 전동차와 동일한 것으로 교체되었다.
2016년 9월에 410편성이 4000호대 전 차량 최초로 행선지/열차번호 표시기가 LED로 교체되었으며, 2017년에 411~416편성의 행선지/열차번호 표시기가 LED로 교체되었다. 이후 2018년 10월, 현대산 직류 전용 차량 중 402~406, 408~409편성과 대우산 직류 전용 차량 중 418~419, 422편성, 직교류 겸용 차량 중 456~457편성의 전두부 행선지/열차번호 표시기가 LED로 개조되었으며, 2019년 11월에 현대산 나머지 직류 전용 차량(401, 407편성)과 대우산 직류 전용 차량 중 417, 420, 423편성 그리고 직교류 겸용 차량 중 451~452, 454, 461, 464, 466편성의 전두부 행선지/열차번호 표시기가 LED로 개조되었으며, 2020년 6월에 426편성, 2020년 9월에 421, 424~425편성의 전두부 행선지 표시기와 열차번호 표시기가 LED로 교체되었다. 이로써 직류 전용 차량들은 모두 전두부 행선지 표시기 교체를 완료하였으며, 2024년 11월 기준 휴/폐차 차량을 제외하고 전 차량 모두 LED로 교체되었다.

### 행선지, 열번 표시기 롤지 개조
461편성의 행선지(DI)가 LED에서 롤지 행선기로 교체되었다.(측면 롤지는 서울교통공사 로고로 막았다.) 또한 비발광 세그먼트 형태의 열차번호 표시기로 교체되었다.

### 슈트락 커버 교체
455편성의 슈트락이 기존 동그란 커버에서 각진 커버로 교체되었다.

### 중간 부수차 조성 변경
정밀안전진단 실시와 함께 중간 부수차 조성이 일부 변경되었다.
- 426편성: 4426호 → 4425호
- 458편성: 4158호 → 4863호

### CCTV설치
현재 3~5차분 전동차는 운행 개시와 함께 전 편성 CCTV가 설치되었으며, 퇴역을 앞둔 직류 전용 1~2차분 전동차도 401~410, 412~421, 423~425편성을 제외하면 설치가 완료되었다.

## 특이 사항

### 수도권 전철 3호선으로 차출
직교류 겸용 451, 456~463편성은 1993년 10월 30일 서울 지하철 3호선 양재 ~ 수서 구간 개통 당시 증차분으로 투입됐다. 이후 이듬해인 1994년 4월 1일 과천선 개통과 함께 현재 수도권 전철 4호선으로 이동되었다.

### 자전거전용칸 개조
2009년 4월부터 자출족들의 이동 편의를 위해 1차분 451~455편성, 4차분 450~470편성은 전동차 Tc(운전실이 있는 칸) 맨 앞에 자전거 전용칸 개조가 이뤄졌다.(즉 자전거의 경우 주인이 직접 들고 다녀야 한다.)

### 측면 행선 롤지 작동 중단
수도권 전철 4호선 전 역의 승강장 스크린도어 설치와 함께 전 편성이 에너지 절약 차원에서 측면 롤지가 철거되고 그 자리에 서울교통공사 로고가 부착되었다.

## 사진

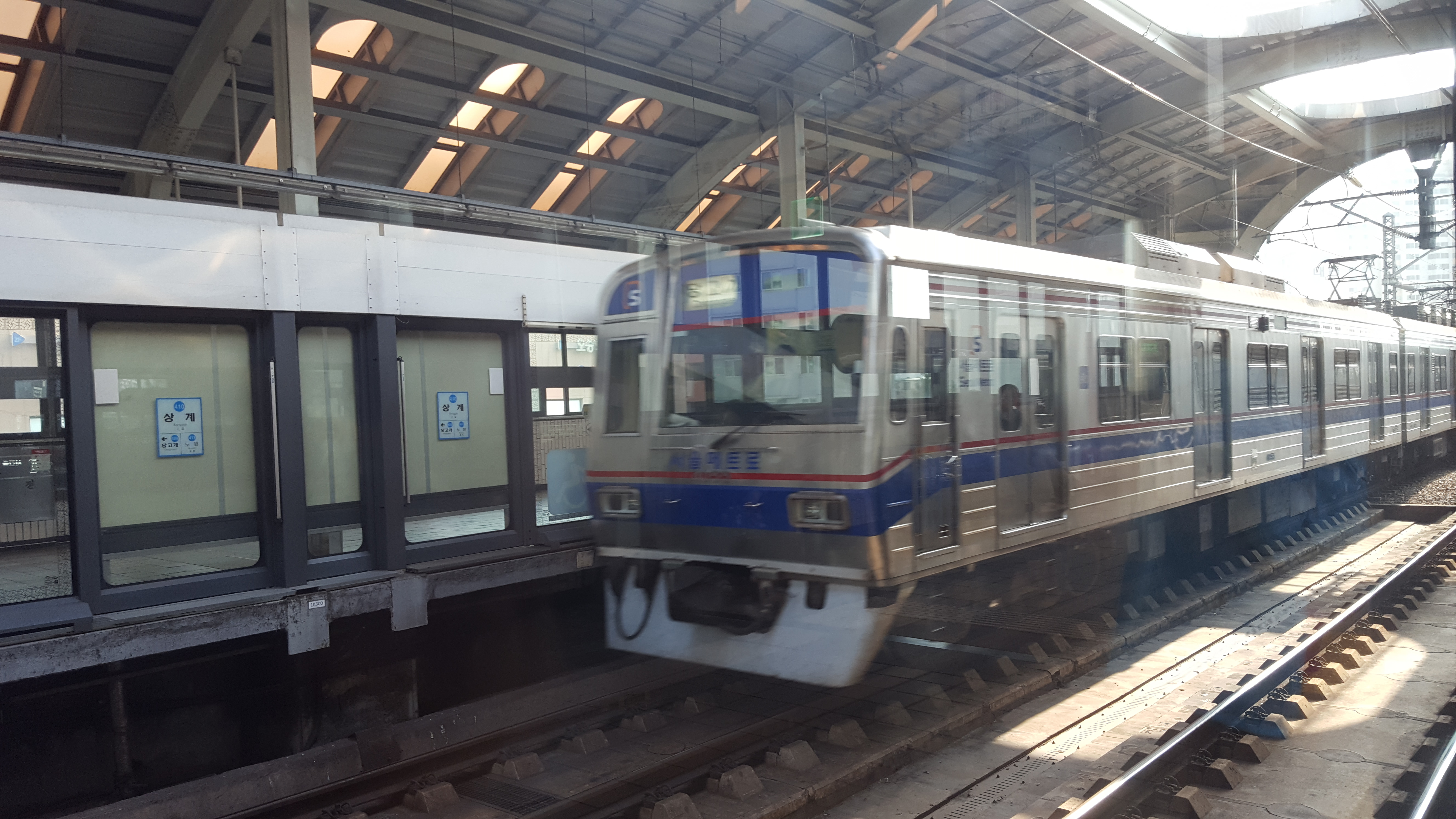
상계역에 진입 중인 455편성 (행선지/열차번호 표시기 변경 전)
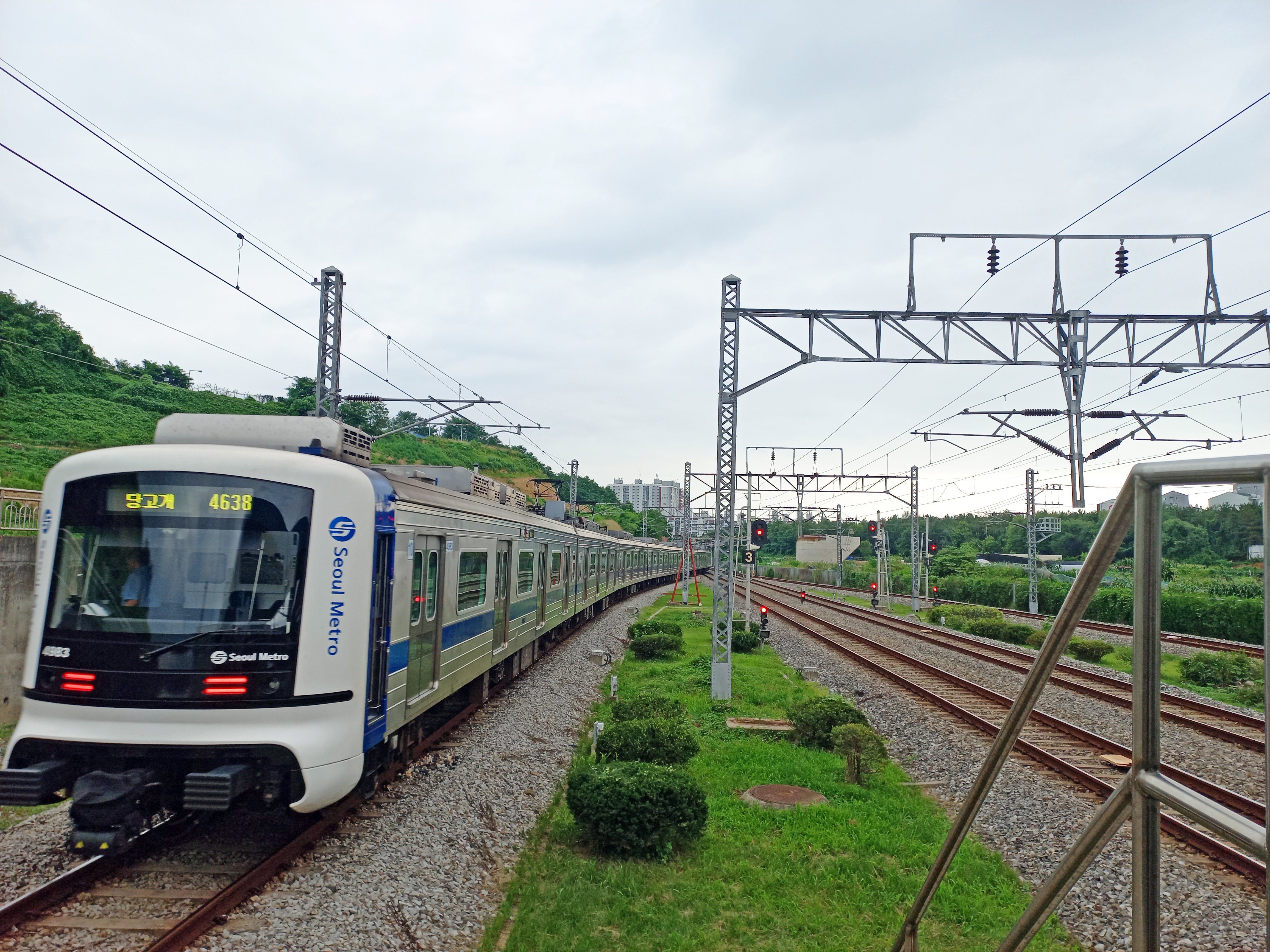
오이도역을 출발하는 483편성
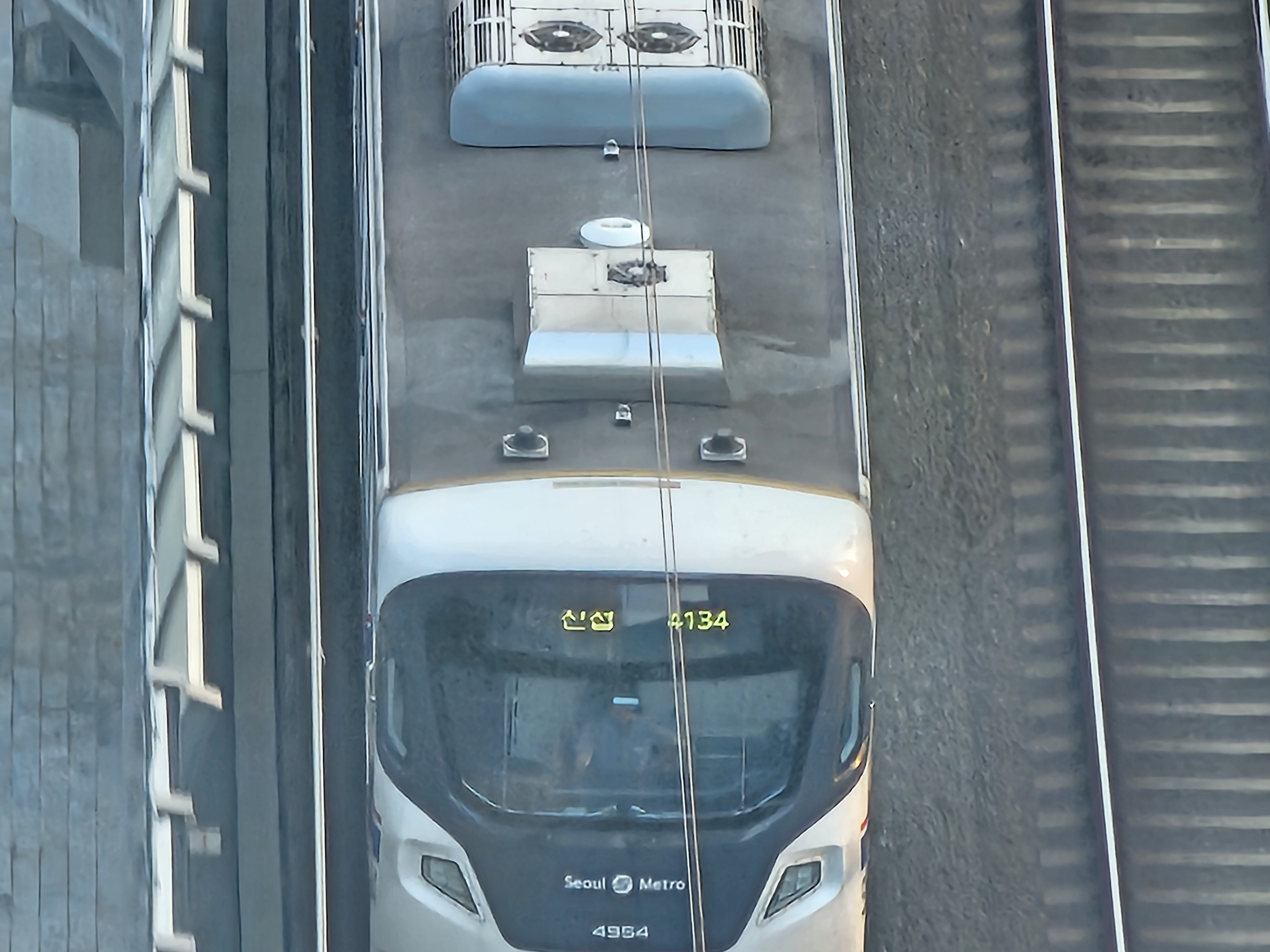
불암산역으로 향하는 454편성
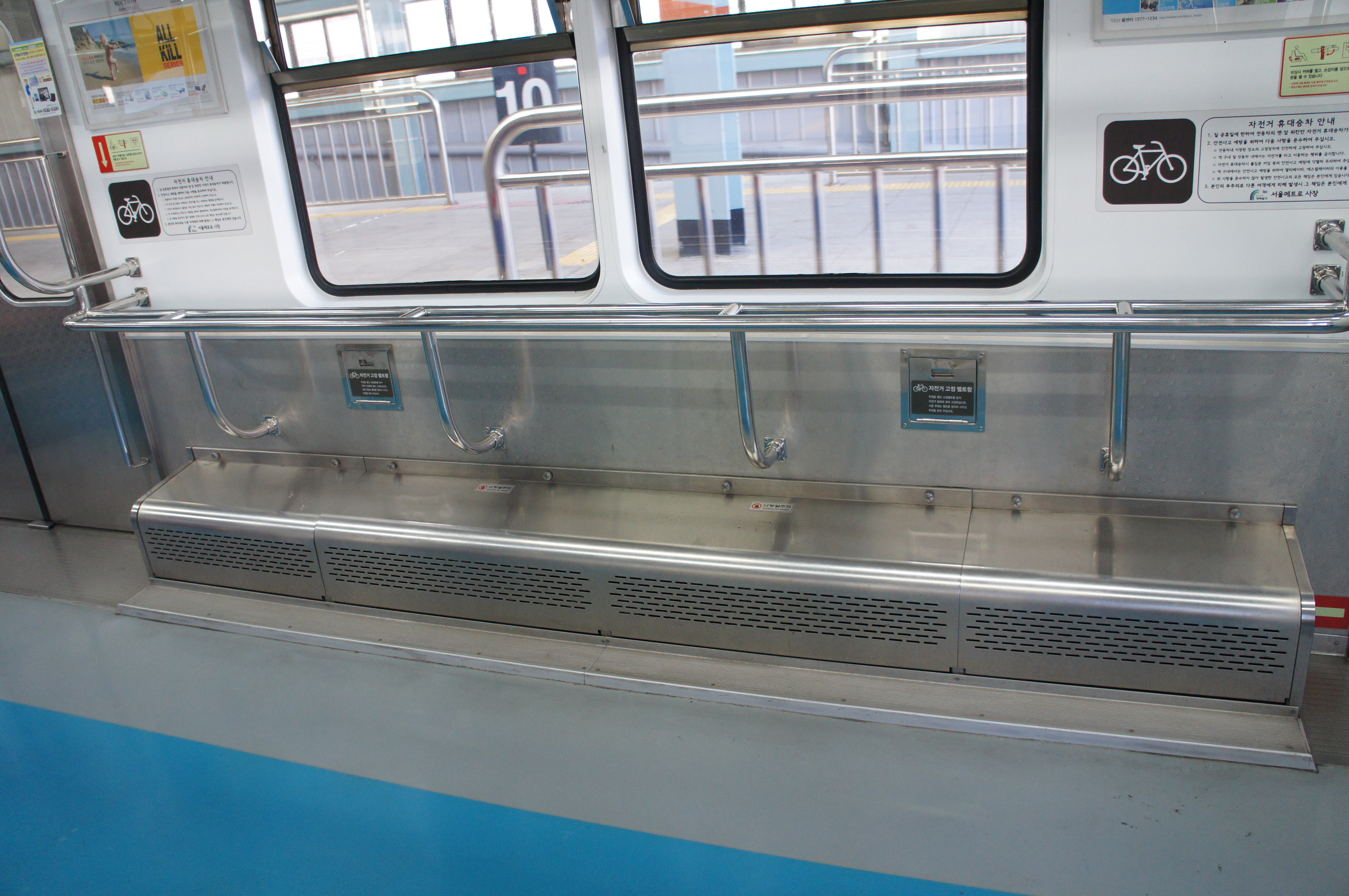
자전거 거치대
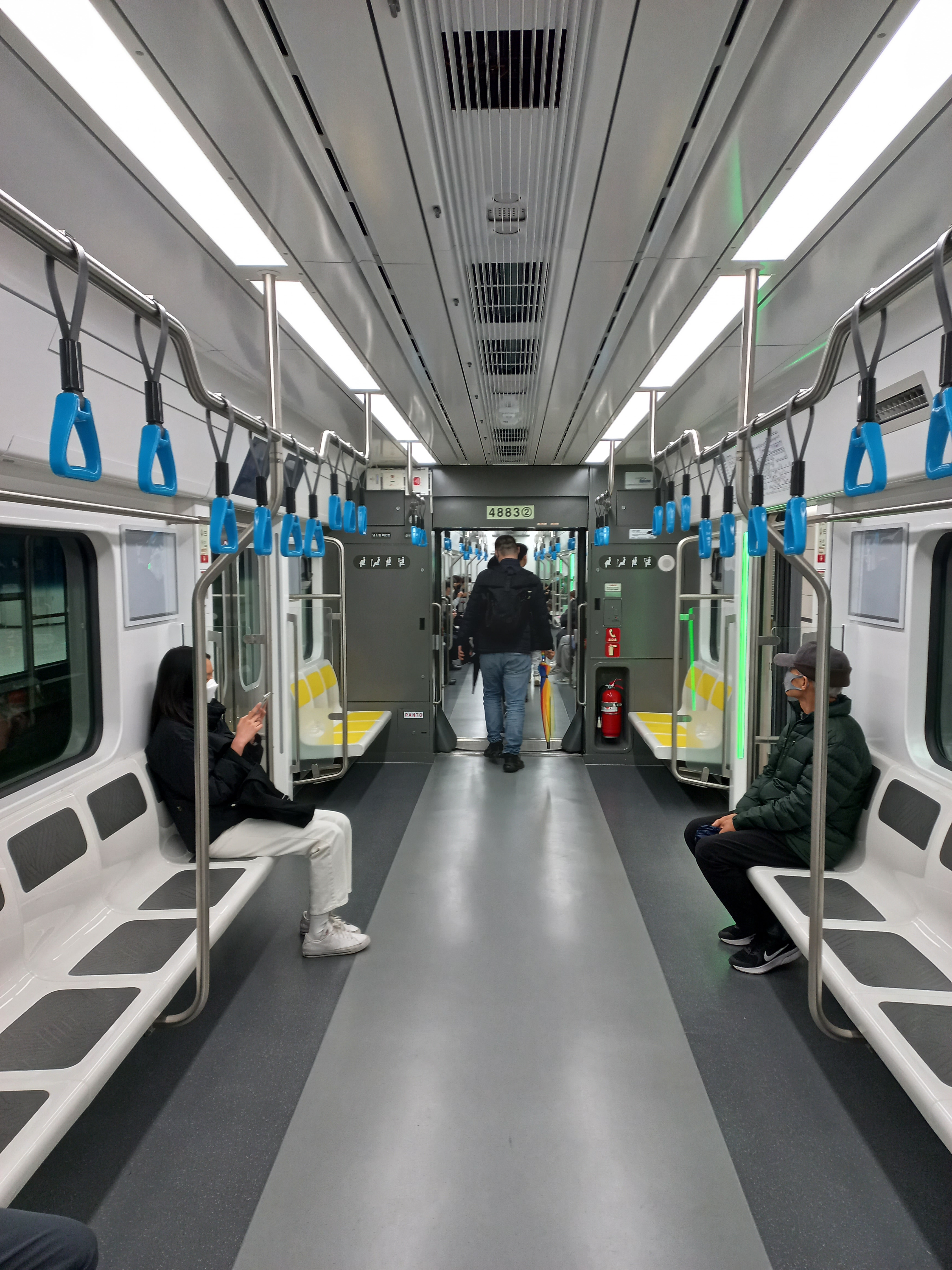
4호선 3차분 483편성의 내부
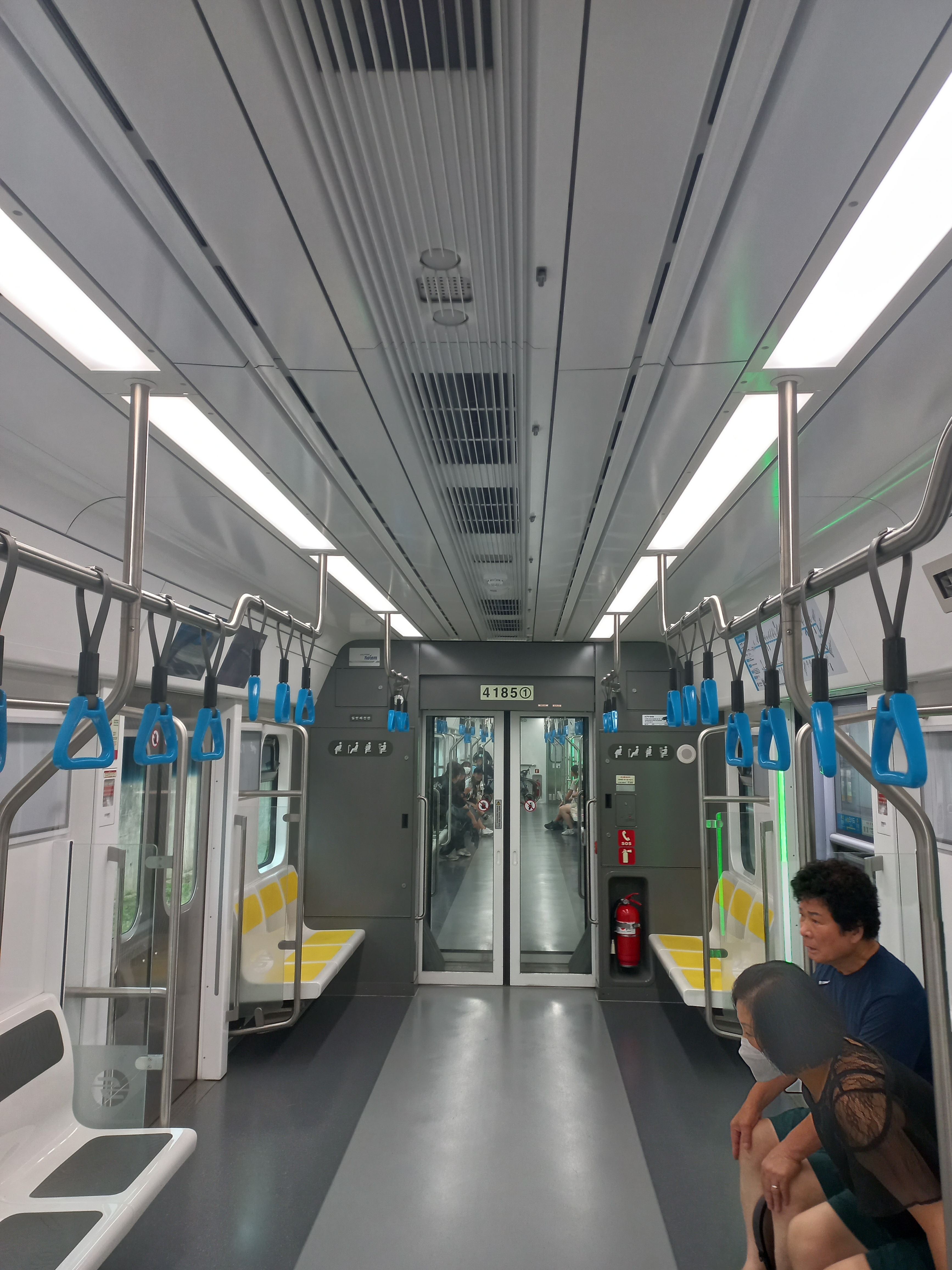
4호선 3차분 485편성의 내부
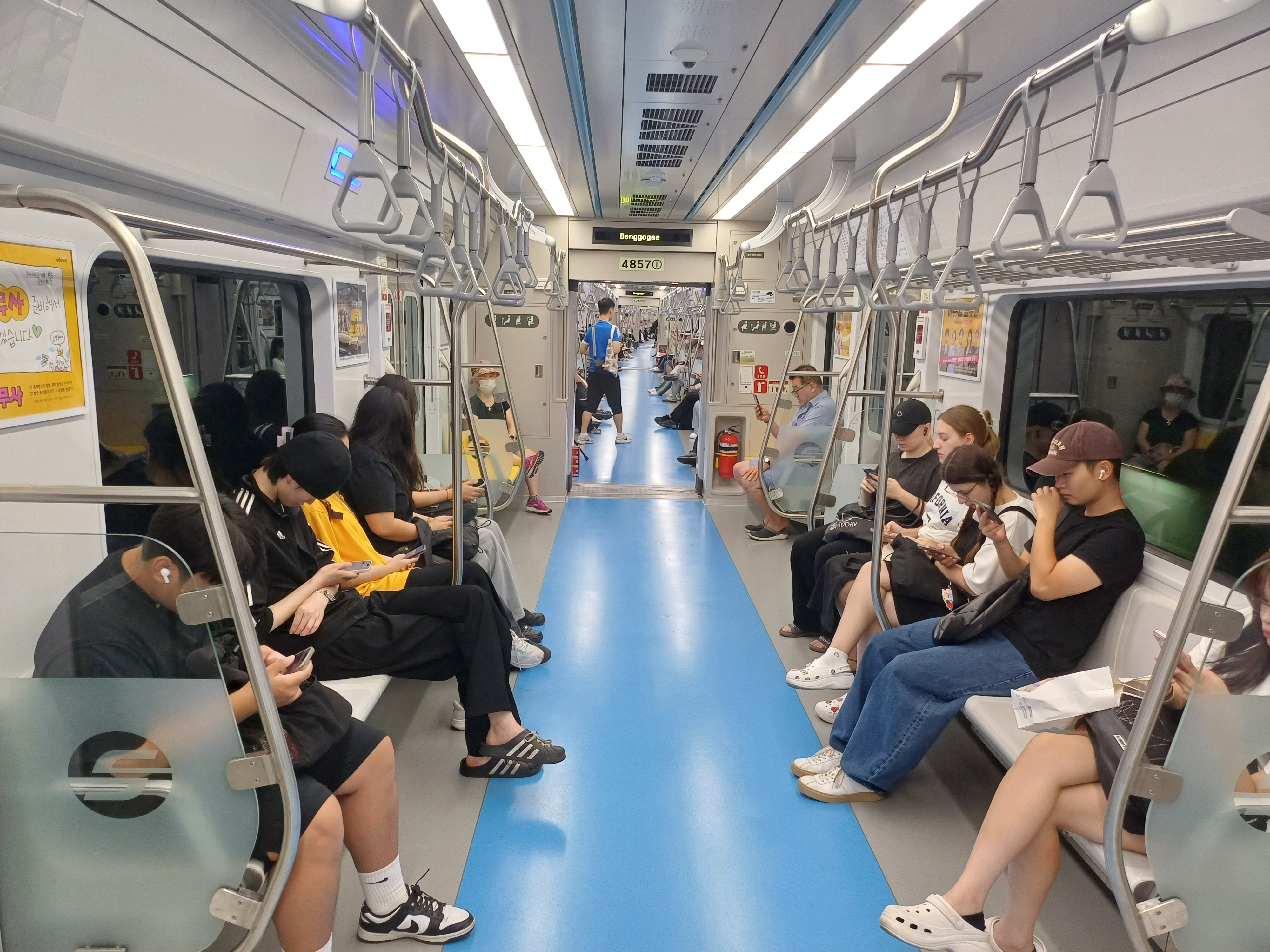
4호선 4차분 457편성 내부

## 같이 보기
- 서울교통공사
- ● 수도권 전철 4호선
- 서울교통공사 1000호대 VVVF 전동차
- 서울교통공사 2000호대 VVVF 전동차
- 서울교통공사 3000호대 VVVF 전동차